# West Malling
West Malling (engelskt uttal: [west ˈmɔːlɪŋ]) är en småstad och civil parish i grevskapet Kent i sydöstra England. Staden är huvudort i distriktet Tonbridge and Malling och ligger cirka 8 kilometer väster om Maidstone. Tätorten (built-up area) hade 4 256 invånare vid folkräkningen år 2021.